# Zwiezda (czasopismo)
Zwiezda (ros. Звезда) – radziecki, a od 1991 roku rosyjski miesięcznik literacki, wydawany w Petersburgu.
Pierwszy numer ukazał się w styczniu 1924 roku. Pierwotnie czasopismo było dwumiesięcznikiem, jako miesięcznik ukazuje się od 1927. Z czasopismem współpracowali między innymi: Anna Achmatowa, Andriej Bitow, Władysław Chodasiewicz, Regina Deriewa, Konstantin Fiedin, Maksim Gorki, Wieniamin Kawierin, Nikołaj Klujew, Boris Ławrieniow, Osip Mandelsztam, Boris Pasternak, Aleksandr Podrabinek, Arsienij Roginski, Aleksiej Tołstoj, Jurij Tynianow, Nikołaj Zabołocki, Michaił Zoszczenko. 
Pierwszym redaktorem naczelnym był Iwan Majski, później tę funkcję pełnili m.in. Piotr Pietrowski (1926–1928) i Walerij Druzin (1947–1957). Od 1992 roku miesięcznik współredagują Jakow Gordin i Andriej Ariew.
Nakład
- 1927: 5000
- 1954: 60 000
- 1975–1983: 115 000
- 1987: 140 000
- 1989: 190 000
- 1990: 344 000
- 1991: 141 000
- 2005: 4300
- 2006: 3400
- od 2015: 2000